# Mayumi Iizuka
Mayumi Iizuka (飯塚 雅弓, Tokio, 3. siječnja 1977.) je japanska seiyū (glumica uglavnom za anime) i japanska pop pjevačica.

## Životopis
Mayumi rođena je u Tokiju, a odrasla na Tajvanu i u Jokohami.
Njena prva filmska uloga kao seiyū je Tsuneko Tani u Only Yesterday u godini 1991., i nekoliko godina kasnije postala je slavna po ulozi Misty u Pokémonu od 1997.
Pojavljuje ne samo kao seiyū ali i kao pjevačica od godine 1997., u kojoj njen prvi glazbeni album naziva "Kataomoi" to znači "neostvarene ljubavi" na japanskom. Sedmi album "SMILE×SMILE" izlazi u ljeto 2003. je producirao Tore Johansson, koji je švedski glazbenik i producent.
Danas uglavnom radi u Japanu, a sredinom kolovoza 2010. godine, nasupila je na Shenyang Anime and Computer Game Exhibition 2010 u Shenyangu u Kini.

## Znamenite uloge

### Anime
- Tsuneko Tani u Only Yesterday (Također poznat kao Omoide Poro Poro)
- Yukari i Princess Millerna u The Vision of Escaflowne
- Sora u Escaflowne, A Girl in Gaea
- Nanaka Nakatomi u Magic User's Club
- Sakuya Kumashiro u Tenchi in Tokyo
- Reiko Asagiri u Gate Keepers
- Anna Nozaki u Fancy Lala
- Makoto Sawatari u Kanon
- Lasty Farson u Angelic Serenade (Također poznat kao Tenbatsu! Angel Rabbie)
- Kasumi, Pippi, i Pixie u Pokémon (Pocket Monsters)
- Cleo u Sorcerous Stabber Orphen
- Yoko Tokashiki u Princess Nine
- Akari Mizushima u Chance: Triangle Session
- Aoi Matsubara u ToHeart
- Rena Lanford u Star Ocean EX
- Raine u UFO Ultramaiden Valkyrie
- Yuka Odajima u Futari wa Pretty Cure
- Miyuki u Fresh Pretty Cure!
- Miruru u I'm Gonna Be An Angel!

### Videoigre
- Mia Fey u Ace Attorney 1, 2 i 3
- Jirachi u Super Smash Bros. Brawl
- Tron Bonne u Mega Man Legends (Rockman DASH) serije, Marvel vs. Capcom 2 i Namco x Capcom
- Koma i Kyon u Super Robot Taisen OG Saga: Endless Frontier
- Alissa u Pokkén Tournament

## Diskografija

### Singli
1. Akuseru (アクセル / Accele < Accelerator), 1997.
2. love letter (Pismo ljubavi), 1999.
3. caress/place to be, 2000.
4. My wish (Moja želja), 2000.
5. Yasashi Migite (やさしい右手 / Nježne desna ruka), 2002.
6. Koi no Iro (恋の色 / Boja ljubavi), 2002.
7. Kikaseteyo Kimi no Koe (聴かせてよ君の声 / Daj mi svoj glas), 2002.
8. Pure♡ (Čisto♡), 2003.
9. amulet (amajlija), 2004.
10. TRUST - Kimi to Aruku Mirai - (TRUST～君と歩く未来～ / TRUST - Budućnost, hodanje s tobom -), 2011. - Samo preuzimanje

### Albumi
1. Kataomoi (かたおもい / Neostvarene ljubavi), 1997.
2. Mint to Kuchibue (ミントと口笛 / Metvica i zviždanje), 1998.
3. so loving, 1999.
4. AERIS, 2000.
5. Himawari (ひまわり / Suncokreti), 2001.
6. Niji no Saku Basho (虹の咲く場所 / A Place in the Bloom of a Rainbow), 2002.
7. SMILE×SMILE, 2003. - Tore Johansson proizvodi
8. ∞infinity∞, 2004.
9. mine, 2005.
10. 10LOVE, 2006.
11. Crystal Days, 2007.
12. Stories, 2008.
13. Fight!!, 2009.
14. Kimi e..., 2009.

### Mali albumi
1. Fly Ladybird fly, 1998.
2. 23degrees。, 2004.
3. Purezento (プレゼント / Poklon), 2005.

### Kompilacije
1. berry best, 2001.
2. BESTrawberry, 2005.

## Vanjske poveznice
- Službena web stranica  Arhivirana inačica izvorne stranice od 6. travnja 2006. (Wayback Machine) (jap.) - Tokuma Japan Communications Co., Ltd.
- Berry Smile (jap.) - Službena web stranica
- Strawberry Candle (jap.) - Službeni fan klub
- "Girls on the Web" FILE.37: Mayumi Iizuka (May 1, 1999)  Arhivirana inačica izvorne stranice od 26. listopada 2007. (Wayback Machine) (jap.)
- Press Session: Mayumi Iizuka  Arhivirana inačica izvorne stranice od 11. svibnja 2008. (Wayback Machine) (engl.)